# Sphinctobelus pyriatrus
Sphinctobelus pyriatrus is een keversoort uit de familie Belidae. De wetenschappelijke naam van de soort is voor het eerst geldig gepubliceerd in 1911 door Lea.